# غاف غدي
غاف غدي ويُعرف باسم مسكيت العسل (الاسم العلمي: Prosopis glandulosa)، هي شجيرة شائكة صغيرة إلى متوسطة القد، أو شجرة من فصيلة البقولية.

## التوزيع
مهد النبات في جنوب غرب الولايات المتحدة وشمال المكسيك. يمتد نطاقها إلى الشمال الشرقي عبر تكساس وإلى الجنوب الغربي كانساس وأوكلاهوما وشمال غرب لويزيانا، وغربًا إلى جنوب كاليفورنيا.
يمكن أن يكون جزءًا من مجتمع رابطة نباتات مسكيت بوسك (Mesquite Bosque) في المنطقة البيئية لصحراء سونوران في كاليفورنيا وأريزونا (الولايات المتحدة)، وولاية سونورا (المكسيك)، وفي صحراء تشيهواهوا في نيو مكسيكو وتكساس في الولايات المتحدة ، وتشيهواهوا في المكسيك.